# Wilhelm von Holte (Dompropst)
Wilhelm von Holte († 1241) war Dompropst im Domkapitel Münster.

## Leben

### Herkunft und Familie
Wilhelm von Holte entstammte als Sohn des Edelherren Wilhelm von Holte dem Edelherrengeschlecht derer von Holte mit dem Stammsitz Holter Burg. Der Name seiner Mutter ist nicht bekannt. Er hatte vier Brüder und eine Schwester: Adolf (Nachfolger seines Vaters), Ludolf (Bischof von Münster), Hermann (Abt in Corvey), Jutta (Äbtissin in Nottuln) und Wigbold, der nach der Wahl seines Sohnes Wilhelm zum Bischof von Münster im Kloster in Loccum Mönch wurde. Ein weiterer Sohn war Wigbold (Erzbischof von Köln).

### Werdegang und Wirken
Als Domherr zu Münster wird er 1196 zum ersten Mal erwähnt und am 1. April 1227 in Osnabrück zum Nachfolger Heinrichs von Cappeln zum Dompropst gewählt. Die Wahl zum Dompropst in Münster fiel auf den 12. Juli 1238. In diesem Amt blieb er bis zu seinem Tode.